# Stairway Generation
「Stairway Generation」（ステアウェイ ジェネレーション）は、Base Ball Bearの11枚目のシングル。

## 解説
- 前作「BREEEEZE GIRL」から約1か月ぶりのリリースとなる2009年第4弾シングル。
- 3rdアルバム『(WHAT IS THE)LOVE & POP?』の先行シングル。
- 初回生産盤には、『銀魂』スペシャルステッカーランダム封入や、日本武道館ワンマンライブの特別先行予約情報封入などの特典付。

## 収録曲
- 全作詞・作曲：小出祐介、全編曲：Base Ball Bear（特記除く）

1. Stairway Generation（編曲：Base Ball Bear・玉井健二）
  - テレビ東京系アニメ『銀魂』オープニングテーマ
  - テレビ東京系『JAPAN COUNTDOWN』2009年7月度・8月度オープニングテーマ
  - PV監督は清水康彦。
  - 3rdアルバム『(WHAT IS THE)LOVE & POP?』、ベストアルバム『バンドBのベスト』・『増補改訂完全版「バンドBのベスト」』収録
2. USER UNKNOWN
3. 恋愛白書
  - カップリングの2曲は、共にシングル候補だった曲であり、「特に年上の女性に気に入られるであろう曲」と小出は語っている。